# Moving Mountains (Usher)
Moving Mountains è una canzone registrata dal cantante statunitense R&B Usher. Il brano è il secondo singolo estratto dall'album Here I Stand.

## Il video
Il video prodotto per Movin Mountains è stato pubblicato il 2 maggio 2008 ed è la continuazione del video girato per Love in This Club. Infatti il video comincia esattamente nel punto in cui finiva Love in this Club, con Usher che esce fuori dal club, completamente raso al suolo da un incendio. Usher continua a cercare una ragazza, e viene rivelato che i due hanno avuto già un passato insieme. Alla fine del video il cantante scala una montagna ed il video termina nuovamente su un cliffhanger.

## Tracce
UK CD Single
1. Moving Mountains (U.S. Album Version)
2. Love in This Club, Part II (Non-album Version with Beyoncé without Lil' Wayne)

Australia CD Single
1. Moving Mountains (Album Version)
2. Moving Mountains (Instrumental)
3. Moving Mountains (FP Remix)
4. Moving Mountains (J Remy & Bobby Bass Remix)

US Promotional CD Maxi
1. Moving Mountains (Radio Edit)
2. Moving Mountains (Album Version)
3. Moving Mountains (Instrumental)

UK Digital Download Remixes
1. Moving Mountains (Full Phatt Remix)
2. Moving Mountains (Pokerface Remix)
3. Moving Mountains (23 Deluxe Remix)

## Classifiche
| Classifica (2008)                    | Massima posizione |
| ------------------------------------ | ----------------- |
| Australia                            | 36                |
| Germania                             | 28                |
| Irlanda                              | 26                |
| Nuova Zelanda                        | 6                 |
| Svezia                               | 21                |
| Regno Unito                          | 25                |
| U.S. Billboard Hot 100               | 67                |
| U.S. Billboard Hot R&B/Hip-Hop Songs | 18                |
| U.S. Billboard Pop 100               | 56                |
| Austria                              | 70                |